# Ronald Hynd
Ronald Hynd   (22 d'abril de 1931) va ser un coreògraf anglès, i en la seva joventut va ser ballarí de ballet.
Al Ballet Reial a finals dels anys quaranta va començar a ballar amb Annette Page, amb qui després es va casar. Page va morir el 4 de desembre de 2017. Tenen una filla, Louise.
El "Ballets Hynd" ha coreografiat: The Merry Widow el 1975, i el ballet Charlotte Brontë per la "Royal Ballet Touring Company" el 1974. Va recrear el ballet Papillon del segle XIX el 1979 i va crear "The El ballet de Notre Dame" el 1988, ambdues pel "Houston Ballet". La seva versió de El trencanous, produïda pel London Festival Ballet el 1976, va afegir una història d'amor al conte tradicional donant a l'heroïna una germana gran que s'enamora del nebot del doctor Drosselmeyer en contra dels desitjos dels seus pares. També va coreografiar per a companyies com "American Ballet Theatre", "Ballet West" i el "Tulsa The Ballet".